# Raffaella Carrà
Raffaella Carrà, született Raffaella Roberta Pelloni (Bologna, 1943. június 18. – Róma, 2021. július 5.) olasz énekesnő, színésznő, műsorvezető. Különösen népszerű volt Olaszországban, Spanyolországban és Latin-Amerikában. Az olasz RAI és a spanyol TVE egyes műsorainak háziasszonya volt.

## Életpályája

### Karrierjének kezdete
A Bologna melletti, Bellaria-Igea Marina nevű településen nőtt fel. A film világában 1952-ben debütált a Mario Bonnard rendezésében készült Tormento nel passato című filmben.
Első komolyabb sikerét az 1960-as a Florestano Vancini rendezte Ferrara hosszú éjszakája című filmben érte el. Emellett számos történelmi témájú olasz filmben szerepelt: Caterina Sforza (1959), Poncius Pilátus (1962) és Julius Caesar, Gallia meghódítója (1962). 1965-ben Az elrabolt expresszvonat című film egyik főszereplője volt, amelyben Frank Sinatra is szerepelt. Az 1960-as évek közepén vette fel a Carrà nevet, Carlo Carrà festőművész után. 1969-ben a Warum hab ich bloß 2 x ja gesagt? (Minek kellett nekem egyáltalán kétszer igent mondani?) című NSZK–olasz film egyik főszereplője volt Lando Buzzanca és Tordai Teri mellett.

### 1970-es évek
1970-ben vezette a Canzonissima műsort Corrado Mantonival a RAI-nál. Az adás főcímeként jelent meg a Ma che musica maestro című dal. A műsorban a Tuca Tuca táncot testre simuló ruhában adta elő, amiben a köldöke kilátszott, mindez óriási botrányt keltett a konzervatív szemléletű csatornánál, és le is tiltották a képernyőről. 1971-ben a Canzonissimában ismét szerepelt a Tuca Tucával, nagy népszerűségre tett szert, ebben a műsorban énekelte el a Maga Maghella című dalát, amely a jóságos boszorkányról szól, aki mindenkinek megjósolta a horoszkópját. A Tuca Tuca dalt Alberto Sordival együtt adta elő a Canzonissima 1971-es adásában. 1974-ben a Milleluci című szórakoztató műsort együtt vezette Minával a népszerű énekesnővel. A Canzonissima harmadik kiadását vezette, ahol előadta a Rumore című dalát. 1975-ben debütált Spanyolországban, az RTVE állami televízió  ¡Señoras y señores! című varietéműsorában, ahol először a Rumore című dalt adta elő olaszul, majd spanyol nyelven a dalait. Spanyolországban is hamar népszerűvé vált egy másik televíziós műsor La hora de Raffaella című műsorban, amiben dalai spanyol változata mellett olasz énekeseket is bemutatott a spanyol közönségnek. A '70-es évek második felében énekesként diszkóstílusú dalokkal sikert sikerre halmozott: A far l'amore comincia tu (Kezdd hát el a szerelmeskedést!) – amit több nyelvre is lefordítottak (magyar nyelven Harangozó Teri énekelte Az első lépés a férfié címen), a Tanti Auguri (Minden jót) dala az olasz melegek legkedveltebb dalává vált, ami szexuális témájú volt. A Fiesta című dalok Raffaella legnépszerűbb dalaivá váltak. A Tanti auguri az 1978-as Ma che sera (Micsoda egy este) című varieté műsorának főcíme volt. Rendszeres szereplője volt ekkoriban a nyugat-német ZDF Disco című zenei műsornak. A far l'amore comincia tu angol nyelvű változata a Do it do it again dal 1978-ban vezette a brit slágerlistát. Népszerű dalai spanyol nyelven is megjelentek, emiatt az En el amor todo es empezar és az Hay que venir al sur dalokkal Spanyolországban és Latin-Amerikában is népszerűvé vált.

### 1980-as évek
1981-ben a Millemillioni című műsort vezette, 1982-ben Corrado Mantonival vezette a Rai Fantastico 3 című műsorát, aminek főcímében táncolt és elénekelte a Ballo ballo című dalát. Ebben az évben részt vett a chilei Viña Del Mar-i Nemzetközi Dalfesztiválon. 1983–1985 között vezette a Pronto, Raffaella? (Halló, Raffaella?) című műsorát. A műsorba betelefonáltak a nézők, Raffaella fogadta és válaszolt is rájuk, emellett telefonos játék is volt a műsorban. A főcímében táncolt és elénekelte a Fatalitá (Végzet) című dalát. 1984-ben a European TV Magazines Association az év európai női televíziós személyisége díjat nyerte el. Ebben az évben egymillió lírás reklámszerződést kötött az olasz konyhabútorokat forgalmazó Scavolinivel, a reklám szlogenje vált ismertté később: la più amata dagli Italiani (Az olaszok legkedveltebb konyhája). 1984-ben a Rai újabb két évre hosszabbította a szerződését, amiért 6 milliárd lírát fizettek neki. Ezt Bettino Craxi, a PSI főtitkára, erkölcstelennek és botrányosnak minősítette. Az 1985/1986-os évadban a Buonasera Raffaella (Jó estét, Raffaella!) műsorát vezette, 1986/1987-ben a Rai 1 vasárnapi Domenica In adását vezette. 1986 novemberében konfliktusa támadt a Novella 2000 heti bulvármagazinnal, amely azt állította, hogy Raffaella és élettársa, Sergio Japino nem törődnek családtagjaikkal, az újság különösen kiemelte Raffaella Carrát, aki haldokló, beteg, egy hónapja Forlíban kórházban fekvő édesanyját is elhanyagolja. Emiatt a cikk miatt Raffaella a Domenica In egyik adásában beolvasott az ominózus cikket megíró újságírónak: „Ez szégyen: egy hetilap olyan cikket jelentetett meg, amely a magánéletemről elfogadhatatlan módon ír, és csupa hazugságot közöl” és kijelentette, hogy „megszoktam, hogy lejárató kampányt indítanak ellenem, de azt nem fogom eltűrni, hogy az édesanyámmal szórakozzanak”. A bulvárlap igazgatója hozzátette, hogy amikről írtak, azokról egyértelmű bizonyítékaik vannak, és kiemelte, hogy „számára meglehetősen fura, hogy Raffaella a közszolgálati televíziós műsorát egy bulvárlap cikkének kommentálására használja fel, amiért én is ugyanúgy előfizetői díjat fizetek”.

### 1990-es évek
Raffaella 1992–1995 között Spanyolországban volt műsorvezető a TVE egyes csatornáján, ahol az Hola Raffaella három évadát vezette, valamint az A las ocho con Raffaella (8-kor Raffaellával) műsorát, a Telecinco csatornán délelőtti műsorát: En casa con Raffaella (Otthon Raffaellavál). Emellett a TVE szilveszteri műsoraiban is szerepelt. 1995-ben visszatért Olaszországba és elindult a Rai 1-n addigi karrierjének legnézettebb és legemlékezetesebb műsora: a Carràmba! Che sorpresa (Nahát! Micsoda meglepetés!), amely 2002-ig minden szombat este látható volt, 40%-os közönségarányt ért el. A műsor része volt a Carràmba! Che fortuna! (Nahát! Micsoda szerencse!) blokkban tartott lottósorsolás.

### 2000-es évek
2000-ben a Telegatto-díj dijátadó műsorát Paolo Bonolis oldalán vezette, 2001-ben Enrico Papi, Megan Gale és Massimo Ceccherini mellett a Sanremói Dalfesztivál egyik műsorvezetője volt. 2006-ban a Sogni és az Amore televíziós műsorokat vezette a Rai 1-n. Ebben az évben jelent meg Tiziano Ferro énekes Nessuno è solo című albuma, amiről E Raffaella é mia című dalát Raffaellának szánta.

## Lemezei
- Raffaella (1970)
- Raffaella Carrà (1971)
- Raffaella…senzarespiro (1972)
- Scatola a Sorpresa (1973)
- Milleluci (1974)
- Felicità tà tà / Rumore (1975)
- Forte Forte Forte (1976)
- Raffaella Carrà (1977)
- Fiesta (1977)
- Hay que venir al sur (1978)
- Canta en castellano (1979)
- Latino (1980)
- Raffaella Carrà (1981)
- Raffaella Carrà 1982 (1982)
- Fatalità (1983)
- Raffaella Carrà/Bolero (1984)
- Fidati/Dolce far niente (1985)
- Curiosità (1986)
- Raffaella (1988)
- Inviato Speciale (1990)
- Raffaella Carrà (1991)
- Hola Raffaella (1993)
- Carramba che Rumba (1996)
- Fiesta, I Grandi Successi (1999)
- Raffica (2007)
- Replay (2013)

## Televíziós műsorvezetései

### Olaszország
- Il paroliere questo sconosciuto (Secondo Programma: 1962-1963)
- Musica Hotel (Secondo Programma: 1963)
- Incontro con (Programma Nazionale: 1967)
- Tempo di samba (Secondo Programma: 1968)
- Vedettes d'America (Secondo Programma: 1968)
- Io, Agata e tu (Programma Nazionale: 1970)
- Canzonissima 1970 (Programma Nazionale,: 1970–1971)
- Canzonissima 1971 (Programma Nazionale: 1971–1972)
- Milleluci (Programma Nazionale: 1974)
- Anteprima Canzonissima (Programma Nazionale: 1974)
- Canzonissima 1974 (Programma Nazionale: 1974–1975)
- Ma che sera (Rete 1: 1978)
- Raffaella Show (Rete 1: 1978)
- Auguri! Raffaella Carrà Show (TSI: 1979)
- Applauso (Telemarca, : 1979)
- Saint Vincent estate '79 (Rete 1: 1979) Versenyző
- Millemilioni (Rete 2: 1981)
- Fantastico 3 (Rete 1: 1982–1983)
- Magic Night (Rete 1: 1983)
- Azzurro 1983 (Rete 2, 1983) Concorrente
- TG1-Speciale Elezioni politiche (Rete 1: 1983)
- Pronto, Raffaella? (Rai 1: 1983–1985)
- Buon compleanno TV (Rai 1: 1984)
- Buonasera Raffaella (Rai 1: 1985–1986)
- Dietro le quinte di un varietà (Rai 1: 1986)
- Sfogliando le pagine di un Varieta' (Rai 1: 1986)
- Domenica in (Rai 1: 1986–1987)
- Speciale Raffaella Carra' Show (Canale 5: 1987)
- Raffaella Carrà Show (Canale 5: 1988)
- Pubblico e privato del Raffaella Carra' Show (Canale 5: 1988)
- Il principe azzurro (Canale 5: 1989)
- Raffaella Venerdì Sabato Domenica – Ricomincio da due (Rai 2: 1990)
- Raffaella Venerdì Sabato Domenica... E saranno famosi (Rai 2: 1990)
- Uno, due, tre… Rai – Vela d'oro '90 (Rai 1: 1990)
- Weekend con Raffaella Carra' – Ricomincio da due (Rai 2: 1990-1991)
- Fuori onda (Rai 2: 1990–1991)
- Bellissimo Beautiful (Rai 2: 1990)
- Telegatti 1991 (Canale 5: 1991)
- Cuando calienta el sol (Rai 1: 1991)
- Fantastico 12 (Rai 1: 1991–1992)
- Anteprima UmbriaFiction TV (Rai 2: 1992)
- La parola ai bambini (Rai 1: 1992)
- Sevilla sogna (Rai 1: 1992)
- Carràmba! Che sorpresa (Rai 1: 1995–1998)
- Tutti in una notte (Rai 1: 1996)
- 40 minuti con Raffaella (Rai 1: 1996–1997)
- Tutti in una notte (Rai 1: 1998)
- Carràmba! Che fortuna (Rai 1: 1998-2001)
- Centoventitré (Rai 1: 1998–1999)
- I Fantastici di Raffaella (Rai 1: 1999)
- Telegatti 2000 (Canale 5: 2000)
- 2001-es Sanremói Fesztivál (Rai 1: 2001)
- Dopo il Festival tutti da me (Rai 1: 2001)
- Carramba! Che sorpresa (Rai 1: 2002)
- L'uomo che si innamorò di Dio (Rai 1: 2002)
- Sogni (Rai 1: 2004)
- Telegatti 2004 (Canale 5: 2004)
- Amore (Rai 1: 2006)
- Carramba! Che fortuna (Rai 1: 2008-2009)
- 2011-es Eurovíziós Dalfesztivál (Rai 5; Rai 2: 2011) "Műsorvezető és az olasz pontok bejelentője"
- The Voice of Italy (Rai 2: 2013–2014) Mentor
- Forte Forte Forte (Rai 1: 2015) Zsűritag
- The Voice of Italy (Rai 2: 2016) Mentor

### Spanyolország
- La Hora de Raffaella Carrà (TVE 1: 1976)
- Raffaella Carra' Show (TV3: 1988)
- Hola Raffaella! (TVE 1: 1992–1994)
- A las 8 con Raffaella (TVE 1: 1993–1994)
- En casa con Raffaella (Telecinco: 1995)
- Campanadas de fin de ano  (TVE 1: 1997)
- Contigo (TVE 1: 2004)
- Salvemos Eurovision (TVE 1: 2008)
- Europasiòn (TVE 1: 2008)
- 2008-as Eurovíziós Dalfesztivál (TVE 1: 2008) – A fesztivál előtti és utána levő összefoglaló műsort vezette
- Saturday Night Live (Cuatro: 2009)
- 60 anos juntos (TVE 1: 2016)

## Érdekességek
- Dalait a mai napig Olaszországban számos meleg szórakozóhelyen és melegfelvonulásokon is játsszák, emiatt meleg ikonnak tekinthető hazájában.[15]
- Kabarékban gyakran parodizálják jellegzetes röhögése miatt. A Rai 1 Fantastico című szombat esti varieté műsor 1991-es évadában Gianna Martorella komika gyakran utánozta röhögését, a komika később is parodizálta Raffaellát.[16]